# قبلة هوائية

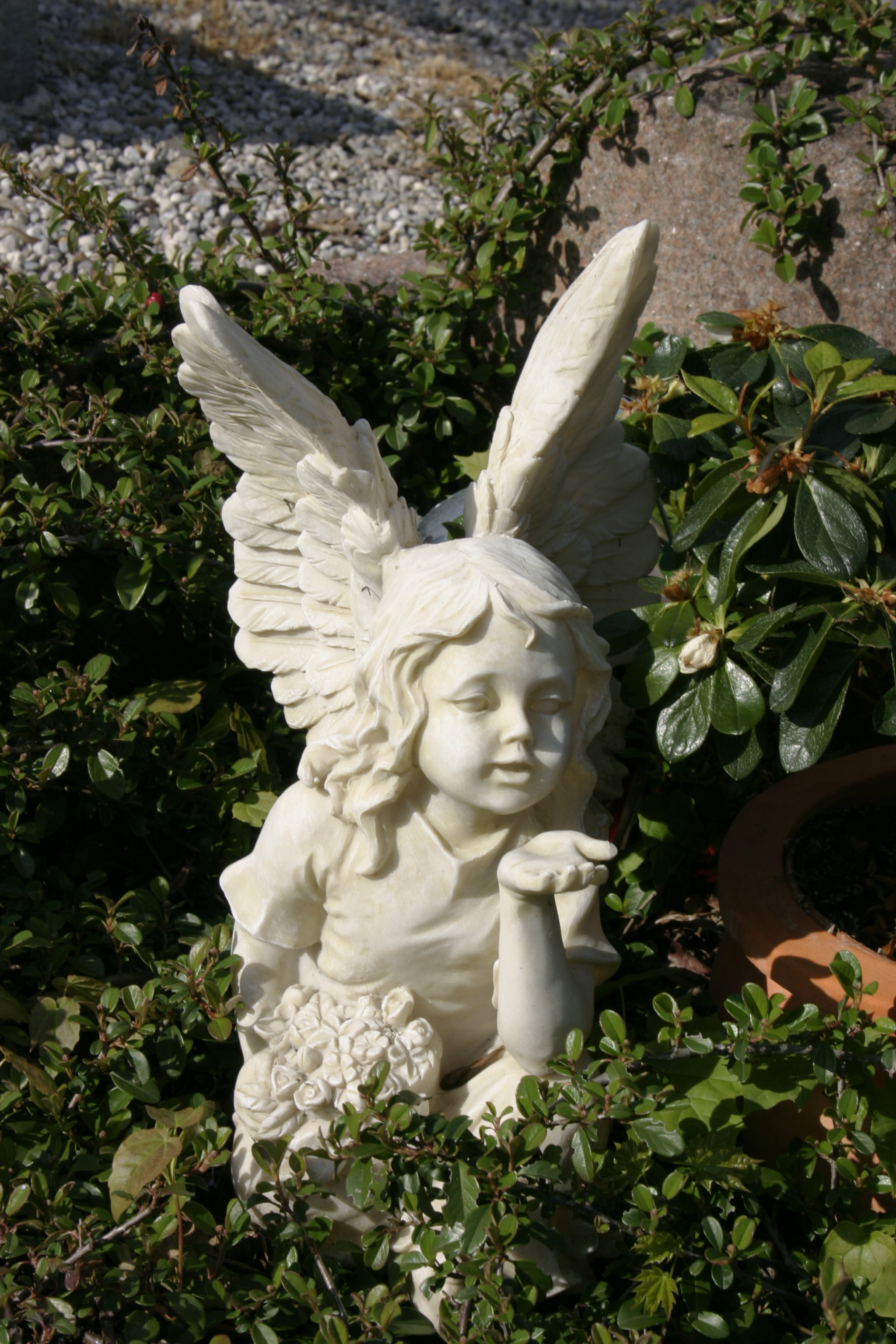
النفخ في القبلة.

القبلة الهوائية هي إحدى الطقوس أو العادات الشائعة، والتي تتمثل بالتظاهر بإرسال القبلة إلى شخص ما دون لمسه، ويكون بتقبيل باطن اليد أو أطراف الأصابع والنفخ فيها كما لو أن القبلة تطير إلى الشخص المعنيّ وكأنها شيء مادي محسوس، وأحياناً تًصاحب هذه العادة بصوت القبلات مواه. وهي قُبلة رمزية معروفة وشائعة لدى الثقافة الغربية.